# Ľubeľa
Ľubela (allemand : Libeil, hongrois : Lubella) est un village de Slovaquie situé dans la région de Žilina.

## Histoire
La première mention écrite du village date de 1278.

## Démographie

### Évolution de la population
| Année:               | 1994. | 2004.   | 2014.   | 2024.   |
| -------------------- | ----- | ------- | ------- | ------- |
| Nombre de personnes: | 1162  | 1088    | 1119    | 1192    |
| Différence:          |       | -6,36 % | +2,84 % | +6,52 % |

| Année:               | 2023. | 2024. |
| -------------------- | ----- | ----- |
| Nombre de personnes: | 1192  | 1192  |
| Différence:          |       | +0 %  |